# شمس‌آباد (مرکزی قلعه‌گنج)
شمس‌آباد، روستایی در دهستان قلعه‌گنج بخش مرکزی شهرستان قلعه‌گنج در استان کرمان ایران است. این روستا، مرکز دهستان قلعه‌گنج است.

## جمعیت
بر پایه سرشماری عمومی نفوس و مسکن در سال ۱۳۹۵، جمعیت این روستا برابر با ۱٬۱۵۱ نفر (۳۲۱ خانوار) بوده‌است.